# Stamford Bridge (estadi)
|  | «Stamford Bridge» redirigeix aquí. Vegeu-ne altres significats a «Stamford Bridge (Yorkshire)». |

L'estadi de Stamford Bridge, anomenat comunament The Bridge, és un estadi londinenc situat entre els barris de Chelsea i Fulham. El Chelsea FC hi juga com a local. Té una capacitat de 42.055 espectadors i és el tercer estadi més gros de Londres després de Wembley i l'Emirates Stadium i en el novè de la Premier League.
Es va construir com un estadi d'atletisme que va ser oficialment inaugurat el 28 d'abril de 1877. L'any 1904 fou remodelat per fer-ne un estadi de futbol. El Chelsea FC hi va jugar per primer cop la temporada 1905-1906.

## Història

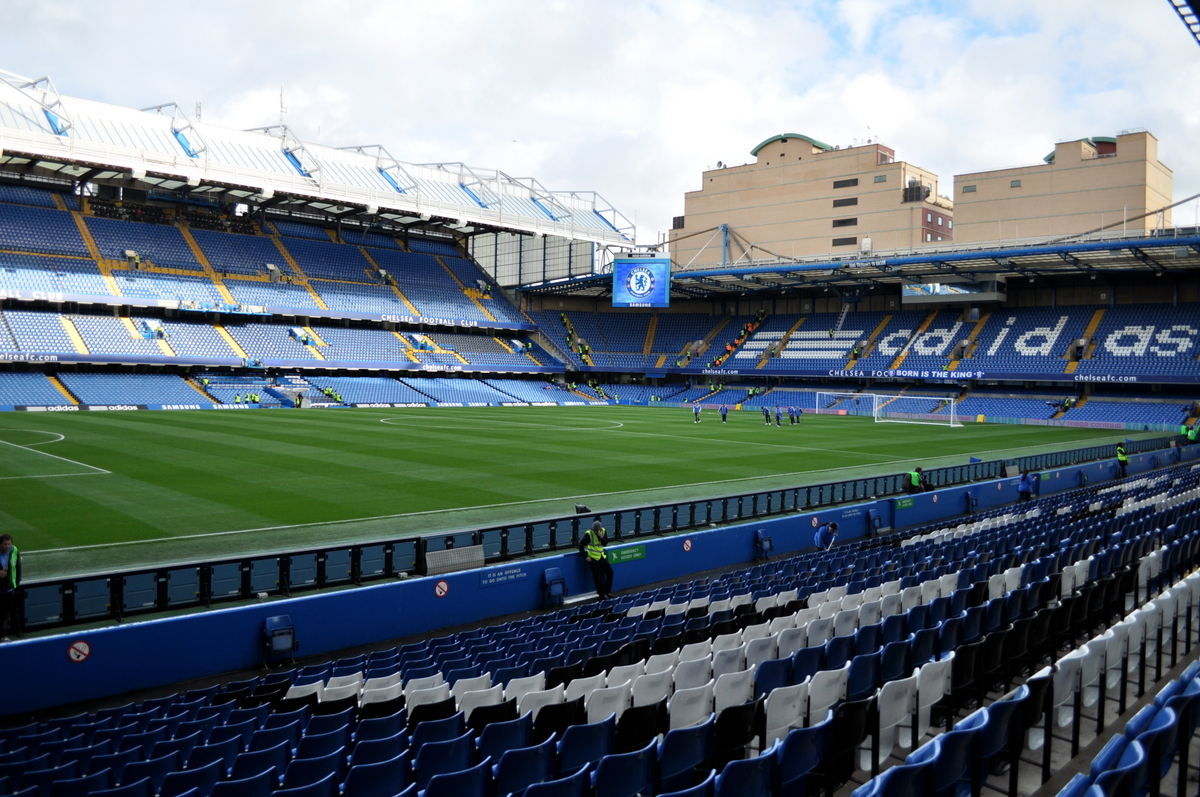
Stamford Bridge en l'actualitat.

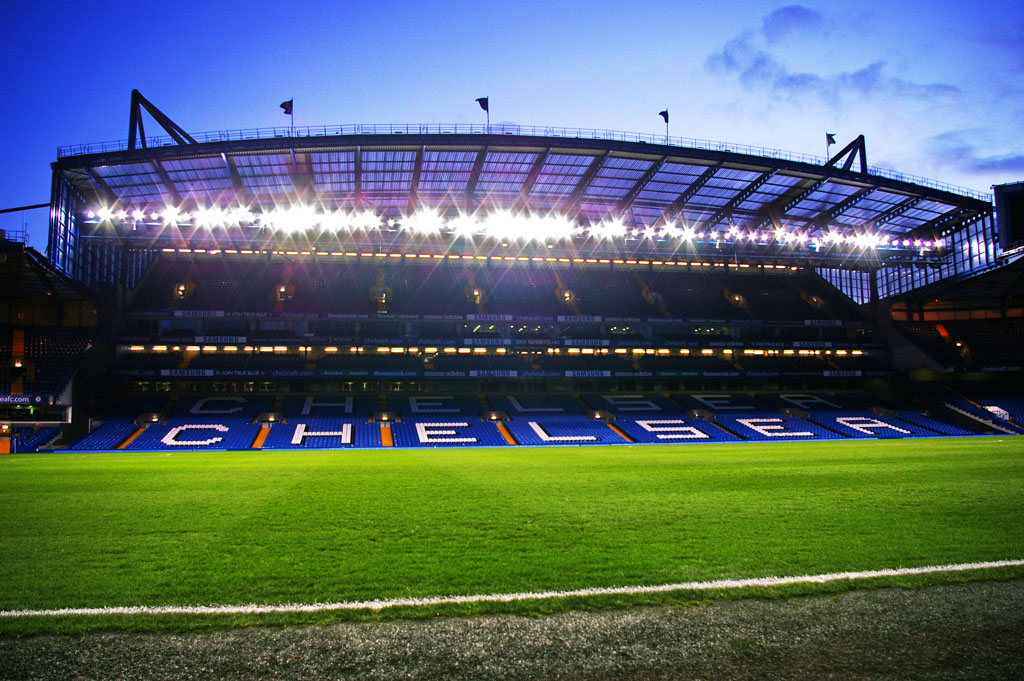
Stamford Bridge.

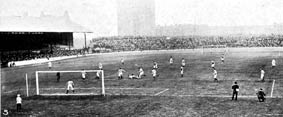
Chelsea vs West Bromwich Albion a Stamford Bridge el 23 de setembre de 1905; el Chelsea va guanyar per 1-0.

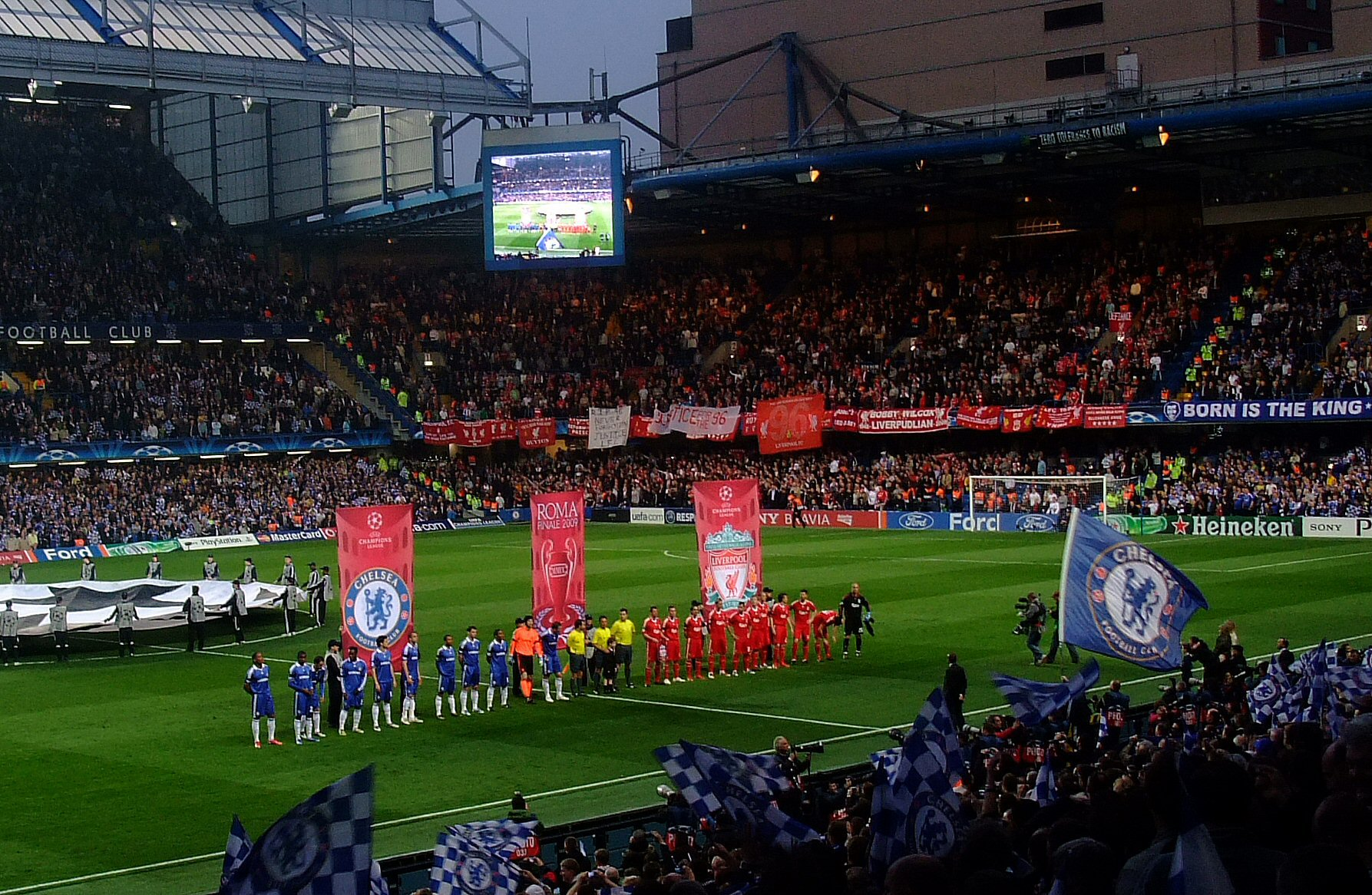
Vista des del suport de l'oest de l'estadi Stamford Bridge durant un partit de la Lliga de Campions de la UEFA de 2008

De 1877 a 1904 va servir com estadi d'atletisme del London Athletics Club. El 1904 va ser transformat en estadi de futbol, per al Chelsea Football Club, que fins avui sempre hi ha quedat. El 1904 els germans Gus i Joseph Mears van comprar l'estadi. Abans ja havien comprat un terreny adjacent amb l'objectiu de celebrar partits de futbol a l'actual terreny de 51.000 m². Els germans van confiar la construcció de Stamford Bridge a l'arquitecte Archibald Leitch, una referència en el món del futbol.
Amb un disseny original d'un bol obert i amb un sector cobert, Stamford Bridge tenia una capacitat original de 100.000 persones. A principi dels anys trenta es va començar a construir una graderia a la part sud del camp amb un sostre que cobria una cinquena part de la graderia total. Aquest sector va ser conegut com el Shed End, el lloc dels afeccionats més lleials al Chelsea, especialment durant els anys seixanta, setanta i vuitanta. El sostre semblava un rafal de xapa (en anglès shed) el que podria explicar-ne el nom.
A final dels anys seixanta i a principi dels setanta, els propietaris del club es van embarcar en un pla per modernitzar l'estadi, que per poder rebre fins a 60.000 sients. El treball va començar a la graderia est ―East Stand― al començament dels anys setanta, però al club se'ls va anar de les mans el cost que tindria aquesta modernització i van haver de vendre'l a promotors immobiliaris. Després d'una dura i llarga batalla legal, es va assegurar la permanència del Chelsea a l'estadi i la remodelació es va executar a mitjan anys noranta. Les parts nord, oest i sud de l'estadi van ser completament reconstruïdes amb seients individuals i més a prop del camp de joc. Aquest procés va ser completat l'any 2001.
Quan l'estadi Stamford Bridge va ser reconstruït durant l'era presidencial de Ken Bats, moltes noves facilitats van ser afegides al complex, incloent dos hotels, apartaments, bars, restaurants, el Chelsea Megastore, i una atracció interactiva denominada Chelsea World of Sport. Haurien hagut de portar més ingressos al club, però van tenir menys èxit del que s'esperava i abans que Roman Abramovich comprés al club el 2003 i el deute, van ser una de les principals raons de les males finances del club. Poc després de la presa de possessió d'Abramovich, es va decidir suprimir la marca Chelsea Village per enfocar-se en el Chelsea com un club de futbol. No obstant això, encara es coneix l'estadi com a part del Village.
El terreny de l'estadi Stamford Bridge, l'estadi i els drets del nom del club són propietat de l'organització Chelsea Pitch Owners, una organització sense ànim de lucre on els afeccionats són els accionistes. Aquesta organització va ser creada per a evitar que un promotor immobiliari pogués tornar a adquirir l'estadi Stamford Bridge. Això també significa que si el club canvia de seu, no es podrà fer servir el nom Chelsea Football Club.
El club planeja eixamplar l'estadi per albergar 55.000 espectadors. A causa de la seva ubicació a Londres a prop d'un camí principal i per estar a prop de dues línies de tren, els afeccionats només poden entrar a l'estadi Stamford Bridge a través de l'entrada de Fulham Road, un lloc molt restringit quant a regulacions d'higiene i seguretat es refereix. Com a resultat, al club se li ha relacionat amb voler mudar-se de l'estadi Stamford Bridge a llocs com Earls Court Exhibition Centre, Battersea Power Station o Chelsea Barracks. No obstant això, el club ha reiterat que es quedaran a la seva actual llar.

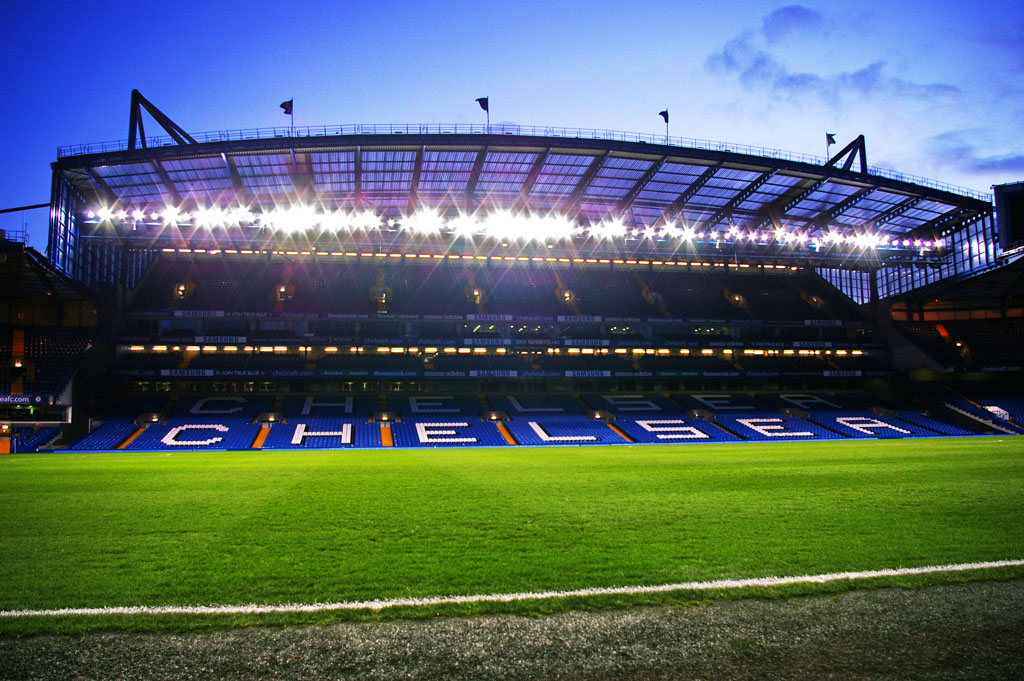
Stamford Bridge.Quan

Quan el Chelsea va guanyar la primera UEFA Champions League s'ha tornat a replantejar el mudar-se per mor de la baixa capacitat el que fa que tinguin un dels bitllets més cars de la Premier League. Per això els socis propietaris de l'estadi tornaran per enèsima vegada a votar si es queden a Stamford Bridge, o bé construeixen un estadi amb capacitat per 80.000 persones en un emplaçament del districte de Chelsea, el qual dona nom al club.

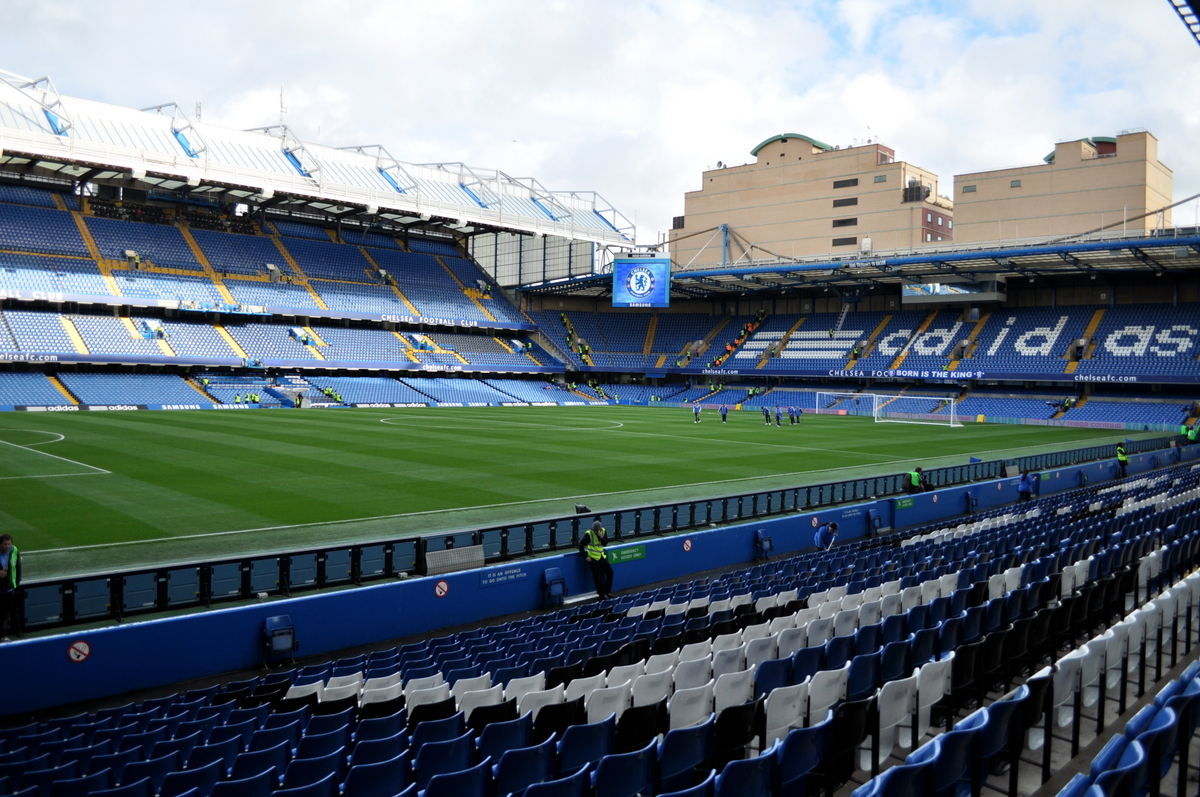
Stamford Bridge en l'actualitat.

L'estadi Stamford Bridge també va servir per a altres esdeveniments esportius des de 1905. Va ser seu de tres finals de la Copa anglesa de futbol des de 1920 fins a 1922. També va ser seu de deu semifinals de la FA Cup, deu partits de la Charity Shield i tres partits internacionals de la selecció d'Anglaterra ―l'últim el 1932―. També s'hi va disputar un partit internacional no oficial entre Anglaterra i Suïssa el 1946.

## Cobham Training Centre
El Cobham Training Centre, comunament conegut com a Cobham, és el camp d'entrenament del Chelsea situat al poble de Cobham al comtat dde Surrey. La construcció del complex va començar el 2004, quan el club va obtenir els permisos necessaris. Des de gener de 2005, el club va començar a ocupar aquest camp, i va ser oficialment inaugurat el juliol de 2007. El complex de 57 hectàrees inclou trenta camps de futbol ―tres amb calefacció subterrània i sis amb estàndards de la Premier League―, un camp de pista coberta de gespa artificial, un estudi de televisió, una sala de premsa, un centre mèdic, piscines d'immersió freda, una sauna, una sala de vapor, una piscina HydroWorx i una piscina d'hidroteràpia de 17 metres.